# Тэнасэ, Чиприан
Чиприан Иоан Тэнасэ (рум. Ciprian Ion Tănasă; 2 февраля 1981, Фэлтичени, Румыния) — румынский футболист, нападающий.

## Биография
Начал профессиональную карьеру в команде «Арджеш», всего сыграл 163 матча и забил 38 мячей. В июле 2007 года перешёл в клуб «Университатя» (Крайова) за 500 тысяч евро, в 2008 году был отправлен в аренду в клуб «Политехника» (Яссы). В марте 2009 года на правах свободного агента перешёл в «Металлург» (Донецк), получил 15 номер.
Дебют в чемпионате Украины состоялся 5 апреля 2009 года в матче «Металлург» — «Динамо» (0:2). Первый гол забил уже в третьем матче 25 апреля 2009 года, тогда дончане встречались с «Ильичёвцем» (0:1) и играли без нескольких основных игроков.
В августе 2017 года дебютировал в составе клуба «Ведица Колонешти».
Сыграл 6 матчей за сборную Румынии до 21 года.

## Достижения
- Финалист Кубка Украины: 2009/10